# Gone Maggie Gone
Gone Maggie Gone (titulado Maggie se ha ido en Hispanoamérica y Adiós Maggie, adiós en España) es un episodio perteneciente a la vigésima temporada de la serie de televisión de dibujos animados Los Simpson, estrenado el 15 de marzo de 2009 en Estados Unidos. Fue escrito por Billy Kimball e Ian Maxtone-Graham, y dirigido por Chris Clements. En Hispanoamérica se estrenó el 12 de julio de 2009 y en el episodio, Homer deja a Maggie en la escalera de un convento, pero cuando desaparece, Lisa se hace pasar por una monja para resolver el misterio. Mientras tanto, Homer trata de que Marge, quien había quedado temporalmente ciega luego de ver un eclipse solar, no se entere de la ausencia de Maggie. El actor Ed Begley hace una aparición en el episodio.

## Sinopsis
El episodio comienza cuando Kent Brockman anuncia que se produciría un eclipse solar en Springfield, para gran alegría de la familia Simpson. A medida que comienza el eclipse, el aparato casero para mirar el eclipse de Homer se rompe,  debido a que él estaba encima de Bart, y lo tiró. Marge le permite usar los suyos. Cuando la familia mira el eclipse, Marge decide verlo también, pero en forma directa, quedando ciega. Después de que van al hospital, el Dr. Hibbert les informa que los ojos de Marge debían estar vendados por dos semanas, y que no debía someterse a situaciones de estrés. Sin embargo, la casa se empieza a infestar de ratas, por lo que Homer, Maggie y Santa's Little Helper van a la tienda a comprar veneno. Homer, molesto con Maggie y el perro, deja a la bebé en las escaleras de un convento y corre a buscar a Santa's Little Helper, quien se encuentra en un lago. Luego de una serie de eventos, las monjas se llevan a Maggie y se niegan a devolvérsela a Homer.
Mientras que Homer y Bart tratan de engañar a Marge haciéndole creer que Maggie está en su casa, Lisa se disfraza de monja e ingresa en el convento. Allí, Lisa descubre la existencia de una gema mística, la cual la llevaría hacia Maggie. La primera pista que le otorga a Lisa para hallar la gema es encontrar el "anillo más grande" de Springfield; al principio, asume que son anillos circulares, pero luego descubre que el anillo más grande de la ciudad está en el campanario de Sprinfield. Allí, se encuentra a Jeff Albertson y al director Skinner, quienes le cuentan la leyenda de la gema. Jeff le dice que la gema debería aparecer en la primera luna llena después de un eclipse solar, lo cual sería esa misma noche. Finalmente, los tres concluyen que el "anillo" más grande de la ciudad no es la torre, sino que está en el cartel de SpRINGfield(Ring = aro, en inglés).
En el cartel de Springfield, se encuentran con el Sr. Burns y con Smithers. Los cinco trabajan juntos para descubrir que Maggie es la gema, o la "niña preciosa" que está destinada a realizar múltiples acciones pacíficas en Springfield. Marge, sin embargo, se lleva a Maggie y se destapa los ojos, curándose al mirar a Maggie. En el final, Bart asume el papel del "niño precioso", pero en lugar de realizar múltiples actos pacíficos en Springfield, la convierte en el infierno.

## Referencias culturales

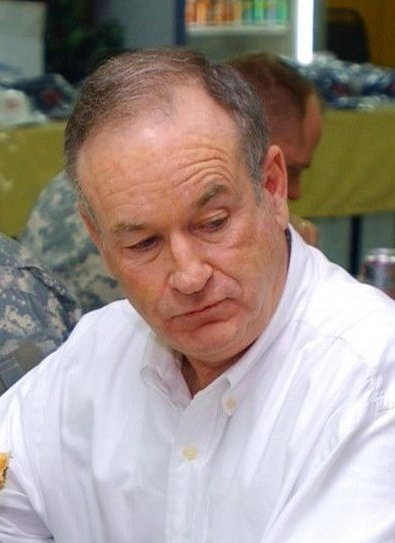
La escena en que Kent Brockman se enfurece hace referencia a un incidente que tuvo Bill O'Reilly en Inside Edition.